# Nádory Margit
Nádory Margit (Kolozsvár, 1920. február 14. – Budapest, 1991. február 23.) magyar színésznő.

## Élete
1941-ben kapott előadóművészi engedélyt, s Nádasi József társulatához szerződött. Pályáját Szatmárnémetiben kezdte, majd 1945-től Sopronban, Győrben és Kecskeméten játszott. 1947-től a Budai Kamaraszínház, 1948-tól a Józsefvárosi, egy évvel később a Bányász Színház tagja volt. 1950 és 1958 között fellépett Győrben,  az egri Gárdonyi Géza Színházban és a szolnoki Szigligeti Színházban. 1959 és 1965 között az Állami Déryné Színház, majd az Országos Rendező Iroda (ORI) társulatának tagja volt. Primadonna- és szubrettszerepekben egyaránt fellépett. 
Férje Szili János színész volt.

## Főbb szerepei
- ifj. J. Strauss: A denevér... Adél
- Lehár Ferenc: A mosoly országa... Liza
- Giacomo Puccini: Bohémélet... Musette
- Gaetano Donizetti: Az ezred lánya... Márkinő
- Jacques Offenbach: Eljegyzés lámpafénynél... Franchette, fiatal özvegy
- Jacques Offenbach: Kivirít a szerelem (Fortunio dala)... Lauretta
- Jacques Offenbach: A rászedett kádi... Fatime
- Pjotr Iljics Csajkovszkij – Josef Klein: Diadalmas asszony... Katalin
- Iszaak Oszipovics Dunajevszkij: Szabad szél... Diaboló Pepita
- Kodály Zoltán: Háry János... Melusina grófnő
- Kálmán Imre: Csárdáskirálynő... Szilvia; Cecília
- Kálmán Imre: Marica grófnő... Marica
- Kálmán Imre: A montmartre-i ibolya... Ninon
- Lehár Ferenc: Cigányszerelem... Kőrisházy Ilona
- Lehár Ferenc A mosoly országa... Liza
- Lehár Ferenc: Luxemburg grófja... Madame Fleury
- Lehár Ferenc: Pacsirta... Garami Vilma
- Huszka Jenő: Gül Baba... Leila
- Berté Henrik: Három a kislány... Bessy; Grisi
- Szirmai Albert: Mézeskalács... Királynő; Encella
- Farkas Ferenc: Csínom Palkó... Éduska, Rosta leánya
- Csizmarek Mátyás Bújócska... Olga
- Barta Lajos Szerelem... Nelly
- Hámos György: Aranycsillag... Kovács Juli
- Tabi László: Valahol délen... Lolita